# Bruchomorpha longipennis
Bruchomorpha longipennis är en insektsart som beskrevs av Caldwell 1945. Bruchomorpha longipennis ingår i släktet Bruchomorpha och familjen Caliscelidae. Inga underarter finns listade i Catalogue of Life.